# Calomicrus ochraceus
Calomicrus ochraceus es un coleóptero de la familia Chrysomelidae.
Fue descrita científicamente por primera vez en 2002 por Lopatin.